# National Gallery of Art
National Gallery of Art er et nationalt kunstmuseum beliggende ved National Mall i Washington D.C., USA.
Museet blev grundlagt i 1938 af USA's Kongres. Bygningen er tegnet af John Russell Pope. 
Dets samling består af over 2.000 malerier og skulpturer. Blandt kunstnerne, der er repræsenteret er Jan Vermeer, Rembrandt, Claude Monet, Vincent van Gogh, Leonardo da Vinci, Pablo Picasso, Henri Matisse, Jackson Pollock, Andy Warhol, Roy Lichtenstein, Joan Miró, Louise Bourgeois og Hector Guimard. Størstedelen af kunsten er doneret til museet.